# Стукко
Сту́кко, стук, штук (итал. stucco, нем. Stuck, от лат. stuccare — отделывать) — тонкий сорт штукатурки, материал для отделки стен, архитектурных деталей и скульптурного декора, а также: искусственный мрамор, приготовляемый из смеси гипса с красителями и иными наполнителями, собственно лепной орнамент из гипса; устаревший русский аналог — стюк. Близкий термин — мулюра. «Стуккатор» — лепщик, оформитель архитектурного интерьера.

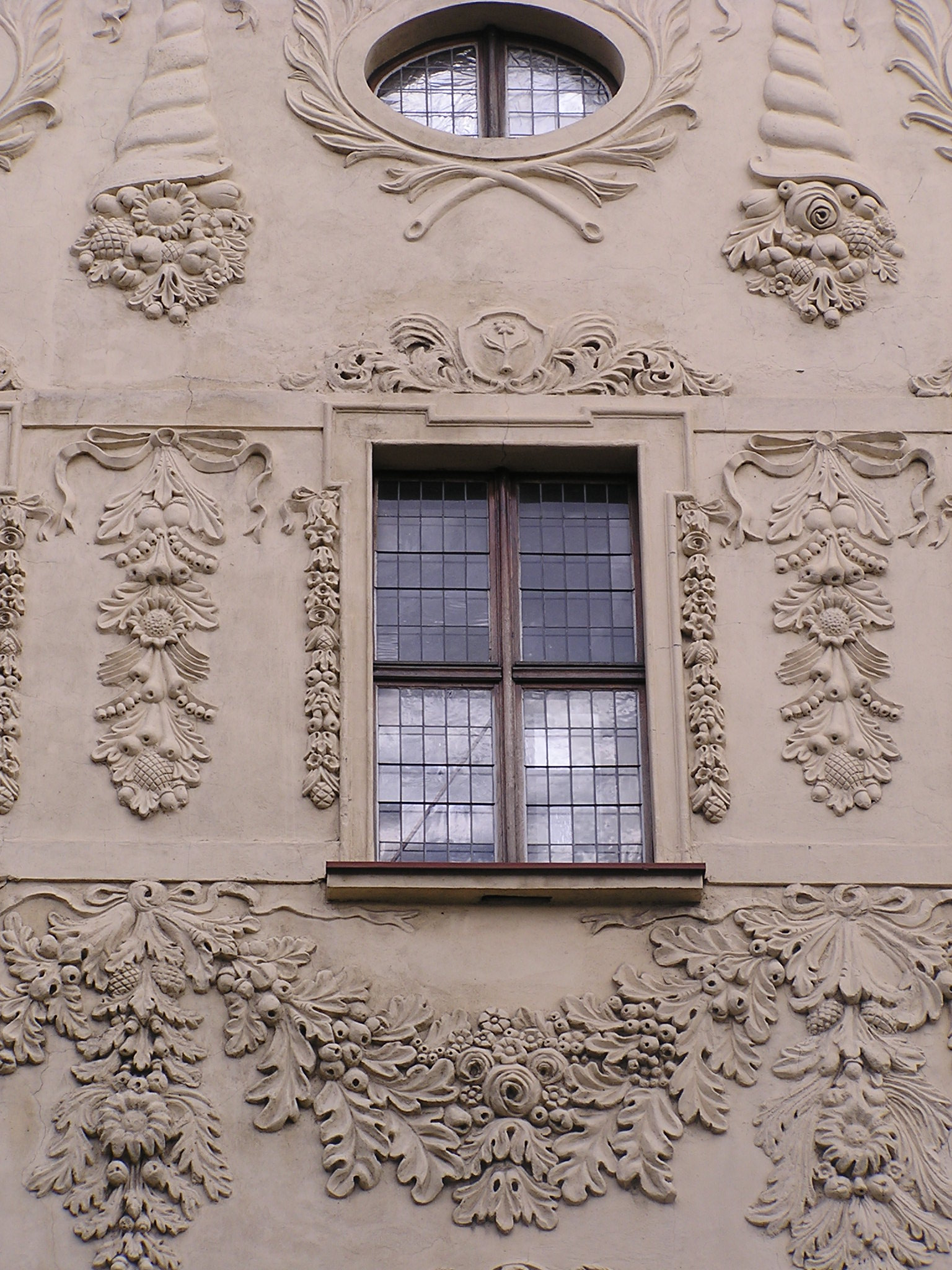
Декор стукко на фасаде здания. Дворец Домбских. Торунь, Польша

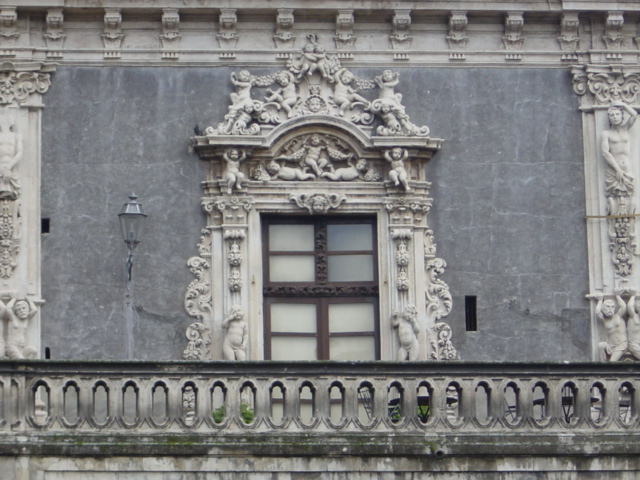
Отделка палаццо Бискари в Катании, Сицилия

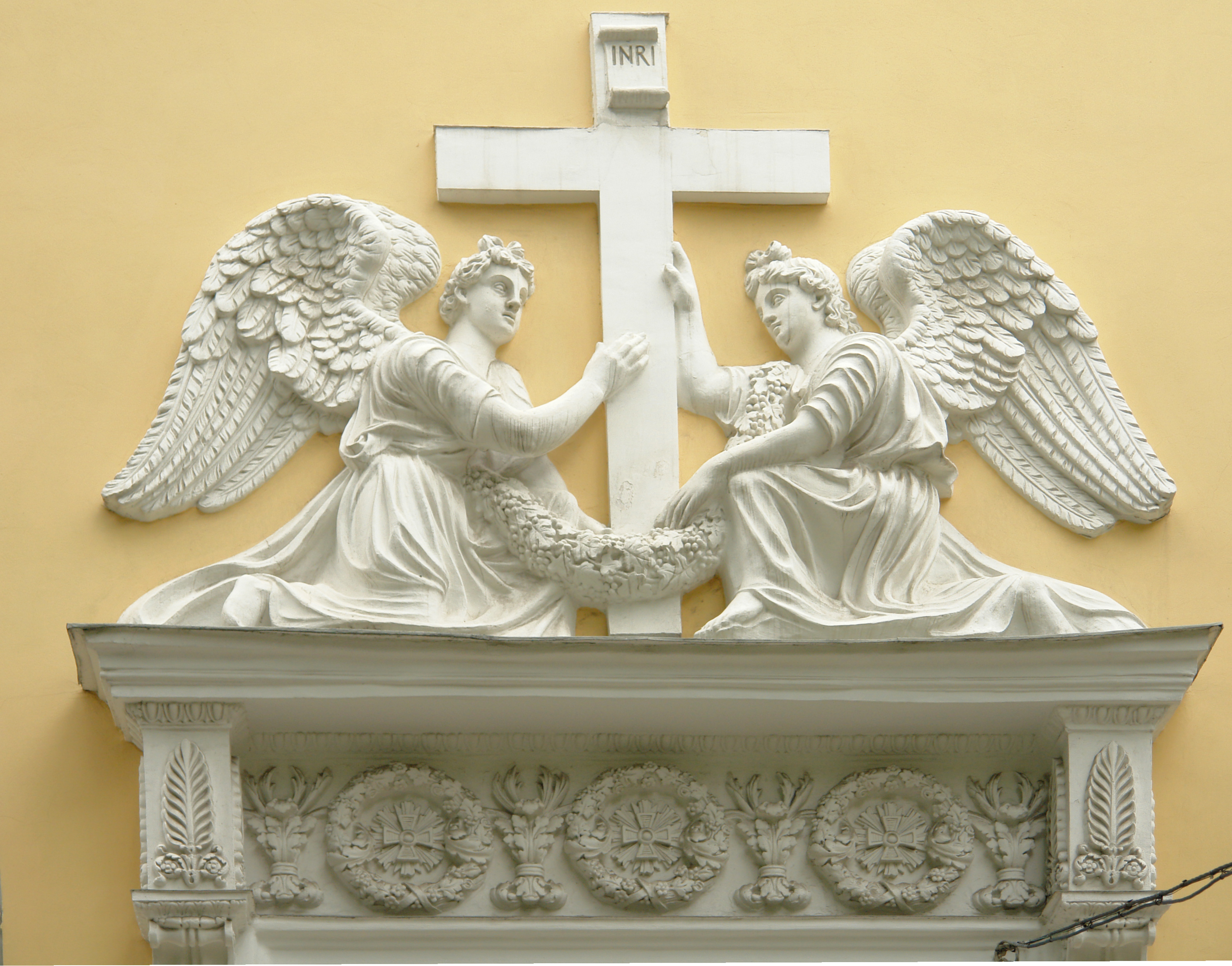
Ангелы из стукко над порталом Спасо-Преображенского собора, Санкт-Петербург

Простой, сравнительно дешёвый и легко поддающийся обработке материал изготовляется из обожжённого и измельчённого гипса (алебастра) с квасцами и клеем, иногда с добавлением мраморной пудры и крошки, также мела, извести и других материалов. Высыхая, стукко приобретает белый цвет и набирает большую прочность. Полированный стукко выглядит как натуральный мрамор.

## История
Стукко был известен уже в Древнем Египте. Лепные элементы из гипса, чаще «отлитые» (отформованные) по заранее приготовленным моделям и шаблонам в истории архитектуры называют моденатурой (итал. modano — образец, модель). Искусство моденатуры зародилось в архаической Греции и Италии. Древние эллины, жители Крита, Микен и этруски «отливали» рельефы из смеси гипса, извести и песка с водой. После застывания их расписывали минеральными красками и монтировали в деревянную строительную конструкцию. Фрагменты подобных строений реконструированы в музее древних этрусков Виллы Джулия в Риме.
В Древнем Риме из стукковых рельефов выполняли обрамления стенописи. Позднее в искусстве итальянского Возрождения широко использовались декоративные элементы: орнаменты, розетки (стилизованные изображения раскрытых цветков), фигуры путти, щиты и другие для украшения стен и потолков в интерьерах зданий. Полированный искусственный мрамор применялся в качестве имитации облицовки дорогими материалами.
В архитектурных интерьерах стиля рококо первой половины и середины ХVIII в. гипсовые орнаменты золотили либо использовали сочетание белого и частично вызолоченного, прихотливого рокайльного узора. Посеребрённая лепка «стукко» называется аржа́н-гаше́ (фр. argent gâché, от argent — серебро и gâché — вырез, резьба).

## Техника использования
Примечательно, что декор стукко используют не только для орнаментов в интерьерах. Так на фасаде здания Главного Адмиралтейства в Санкт-Петербурге сложные в скульптурном отношении горельефы выполнены из стукко, но покрыты защитным слоем известково-клеевой краски.
После застывания гипса орнамент пригоден для резьбы. Другой приём — отливка орнаментальных деталей в форму (мулюры), но, в отличие от обычного формования декоративных деталей из гипса, в этом случае используют более плотный, быстро сохнущий «твёрдый стукко» (итал.  stucco duro). Массу из обожжённого гипса, толчёного мрамора, квасцов, клея и извести накладывают на деревянную основу, рельефные детали, проволочный каркас и даже на кожу непосредственно на стене или плафоне (потолке). Подобная техника известна в традиционном искусстве Средней Азии: литья и резьбы по ганчу. Схожая восточная техника кундаль — рельефный декор наносится на поверхность стены ангобом (цветной глиной), затем его покрывают сусальным золотом или серебром. Тюркская традиционная техника — кырма (кирма): узор выполняется в технике интарсии — врезания цветной глины или гипса. Восходит к древнеримскому обычаю декорирования стен гипсовой обмазкой с инкрустацией цветным гипсом (лат. opus sectile).
В странах Западной Европы такой приём именуется скальола (скальоло). Классическая итальянская скальола предполагает резьбу по гипсу, или стукко, с последующим заполнением углублений массой другого цвета. Близкая техника врезания гипса одного цвета в другой или соскабливания (снимания верхнего слоя до появления нижнего другого цвета) называется сграффито.
В ином значении словом «стукко» называют искусственный мрамор — отделочный материал, который приготовляют из той же смеси с добавлением красителей, однако массу не промешивают до конца, и после застывания она образует на стене разводы, муар. После полировки, на последней стадии — с добавлением воска, поверхность приобретает блеск и текстуру, почти неотличимую от натурального мрамора. Отделку стен или изготовление облицовочных плит «под мрамор» иначе называют мраморизацией, или мареццо (итал. marezzo — муар, штукатурка под мрамор). Эти приемы также известны с античности и связаны с особенностями древнеримской архитектуры, кирпичная кладка которой требовала облицовки разноцветным мрамором.
В России искусственный мрамор применялся с XVIII века. Наиболее известным памятником, в интерьерах которого соединяется природный и разноцветный искусственный мрамор является Мраморный дворец в Санкт-Петербурге.

## Галерея

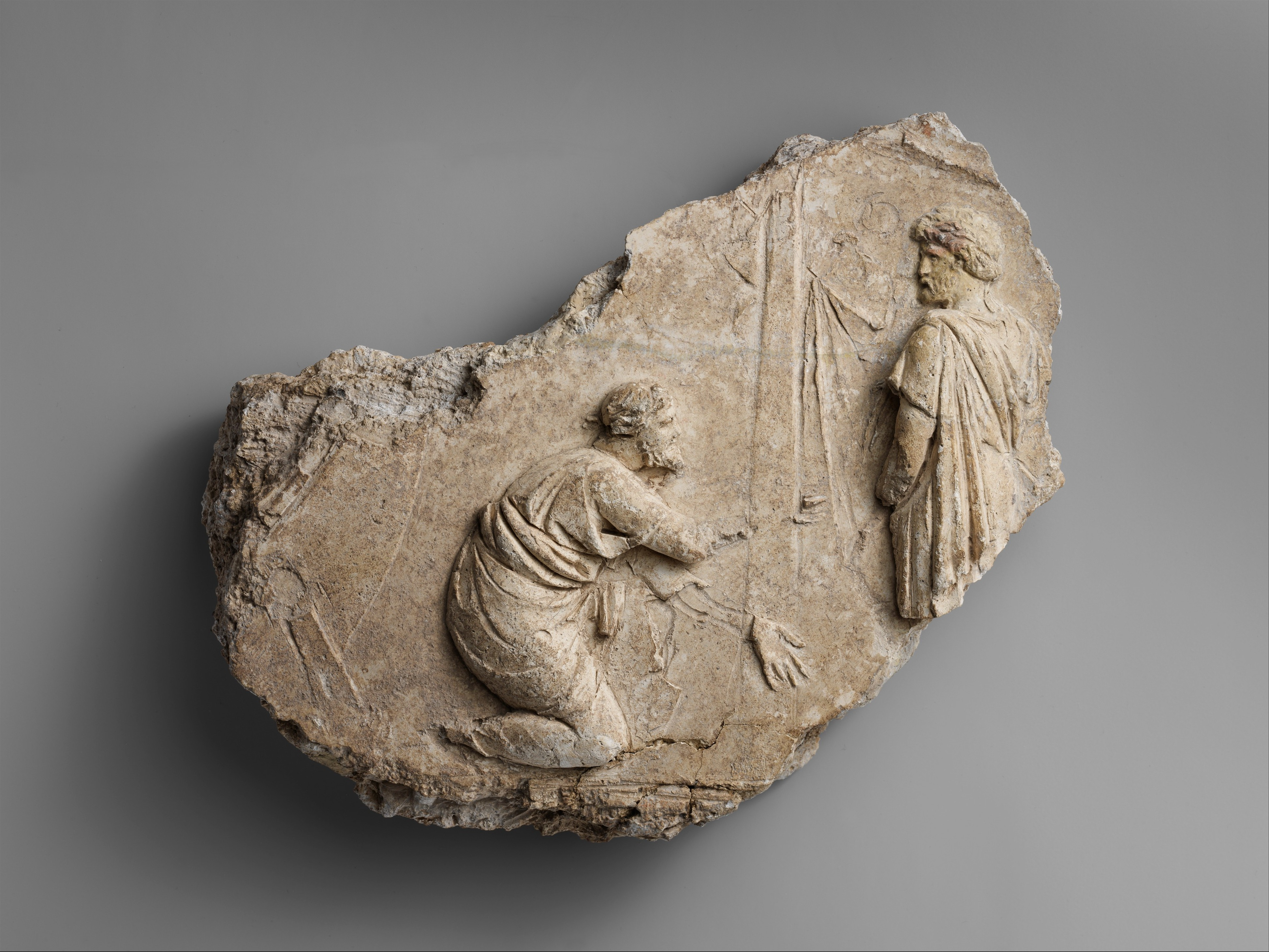
Фрагмент римского рельефа. Ок. 138–161 гг. н. э.; высота: 20,9 см. Метрополитен-музей, Нью-Йорк
Статуя сидящего Будды. Ок. 300 г. н. э.; габариты: 36,9 см. Хадда, Афганистан. Художественный музей Кливленда, Кливленд. Огайо, США
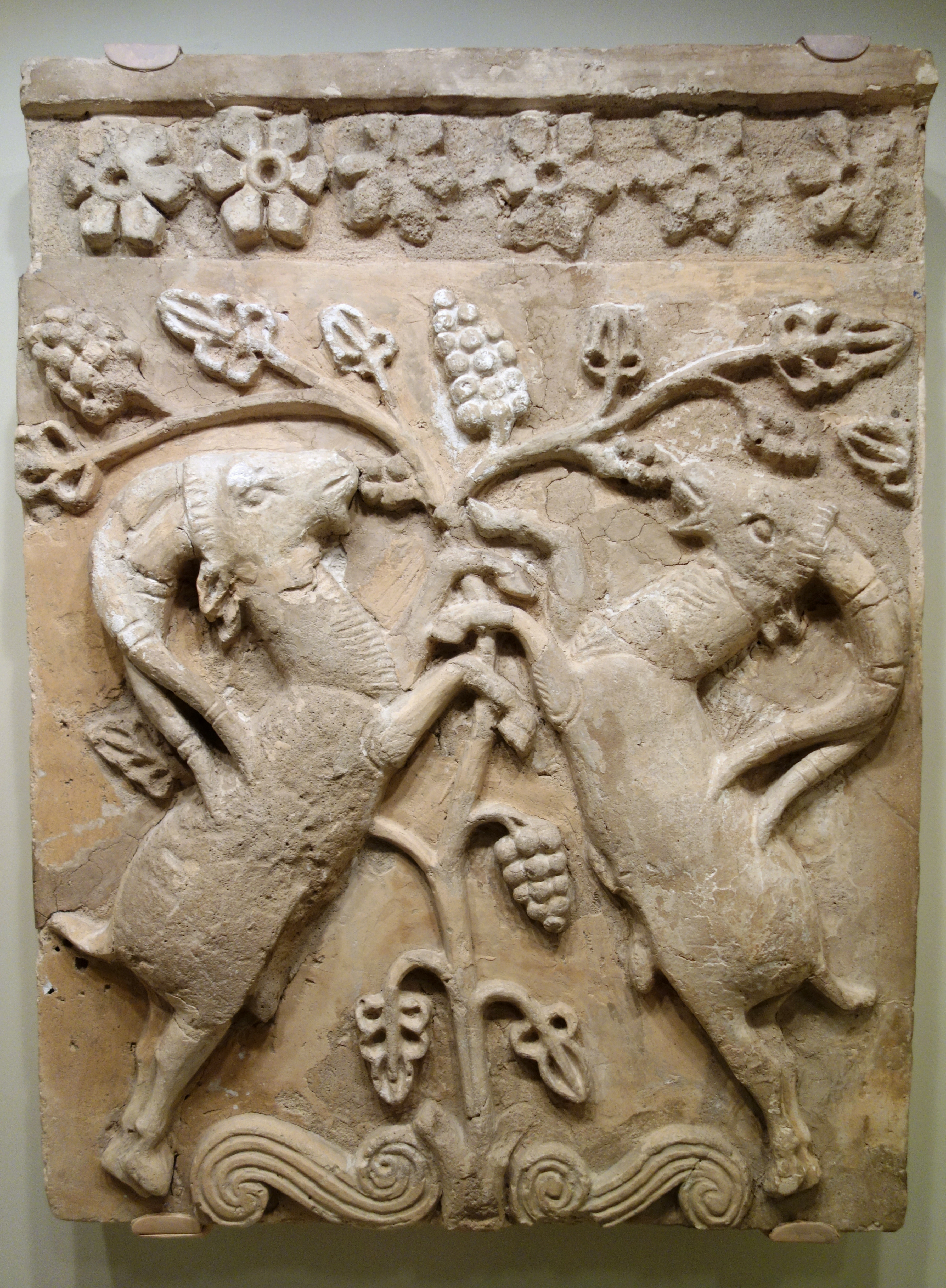
Иранская рельефная мемориальная доска с изображением козерогов. V или VI век н. э. Сасанидский период. Изначально: стукко с полихромной росписью. Художественный музей Цинциннати, Цинциннати, США
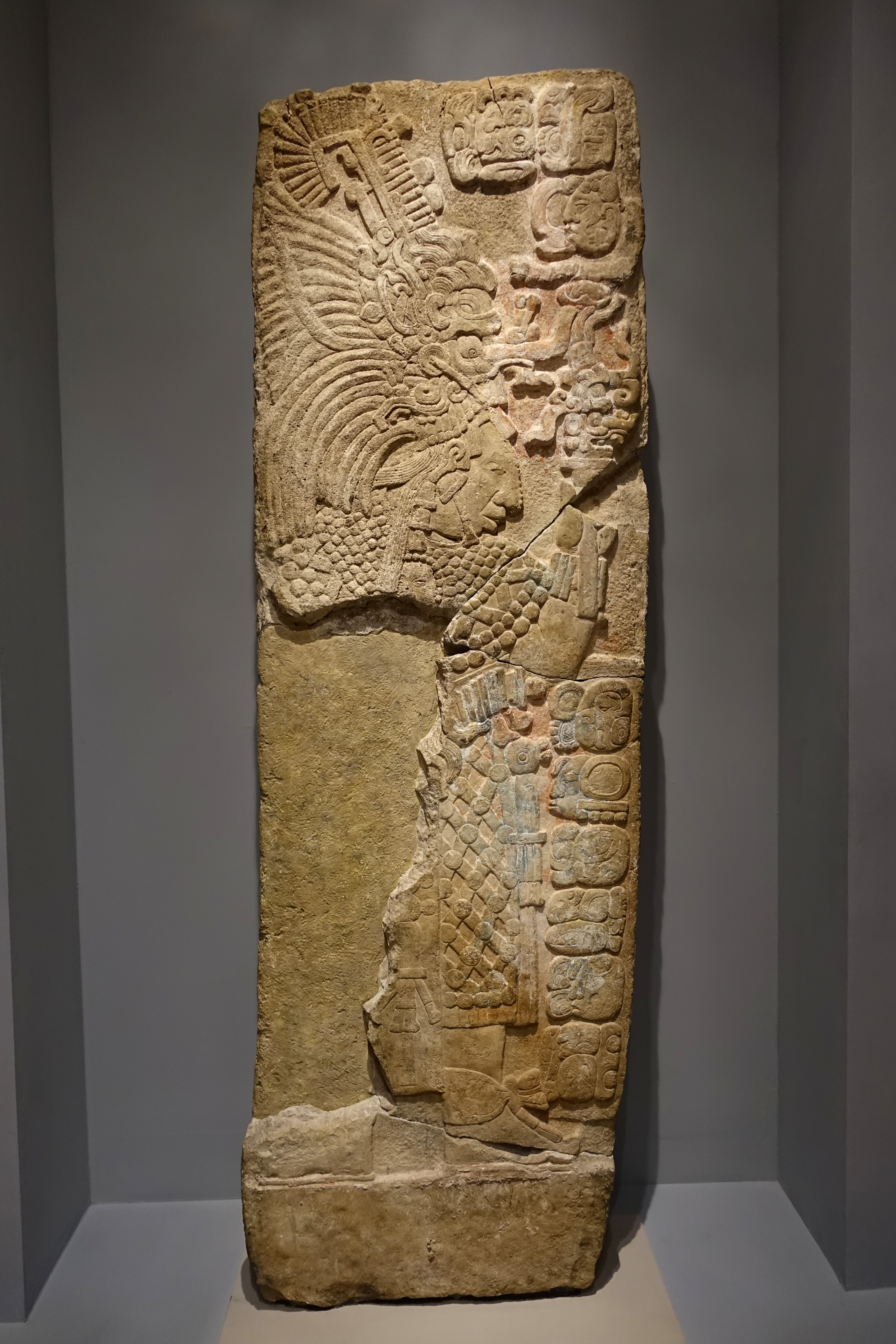
Настенное панно майя с изображением Икс Кан Болона. Ок. 790 г. н. э. (поздний классический период). Известняк, стукко и краска. Помона, Табаско, Мексика. Музей искусств Далласа, Даллас. Техас, США